# SN 2010fy
SN 2010fy – supernowa typu Ia odkryta 7 lipca 2010 roku w galaktyce A052452-4646. W momencie odkrycia miała maksymalną jasność 17,70m.